# Graue Palmlilie
Die Graue Palmlilie (Yucca aloifolia) (englische Trivialnamen: Aloe Yucca, Spanish Dagger) ist eine Pflanzenart der Gattung der Palmlilien (Yucca) in der Familie der Spargelgewächse (Asparagaceae).

## Beschreibung
Die Graue Palmlilie bildet Stämme von 2 bis 3 Meter Höhe. Die steifen, schwertförmigen, gezahnten, grünen Laubblätter sind 30 bis 50 cm lang und 2 bis 3 cm breit. 
Der in den Blättern beginnende, verzweigte, dichte Blütenstand wird 0,3 bis 0,8 Meter hoch. Die hängenden, glockenförmigen bis länglichen, weißen Blüten weisen eine Länge von 2,5 bis 3,5 cm und einen Durchmesser von 1 bis 1,5 cm auf.
Sie ist ein Vertreter der Sektion Yucca Serie Yucca und wird häufig verwechselt mit Yucca gloriosa, jedoch sind deren Blätter weicher. Charakteristisch sind die in der Reife rotgefärbten Früchte.

## Vorkommen
Die Graue Palmlilie ist an der Golfküste in USA in den Staaten Louisiana, North Carolina, South Carolina, Georgia, Florida, in Mexiko, im Staat Oaxaca, in Sanddünen nahe der Küste und in lichten Wäldern verbreitet. Diese Art wächst oft vergesellschaftet mit verschiedenen Kakteenarten.
In mediterranen Regionen in Europa sind sie eingebürgert.
Kurze Frostperioden bis etwa minus 12 °C werden toleriert.

## Systematik
Die Erstbeschreibung durch Carl von Linné unter dem Namen Yucca aloifolia ist 1753 veröffentlicht worden.
Eine Vielzahl von Hybriden sind bekannt z. B. Yucca ×desmetiana Baker (= Yucca aloifolia × Yucca filamentosa Komplex) oder Yucca aloifolia var. tricolor J.Bommer.

## Bilder
Yucca aloifolia:

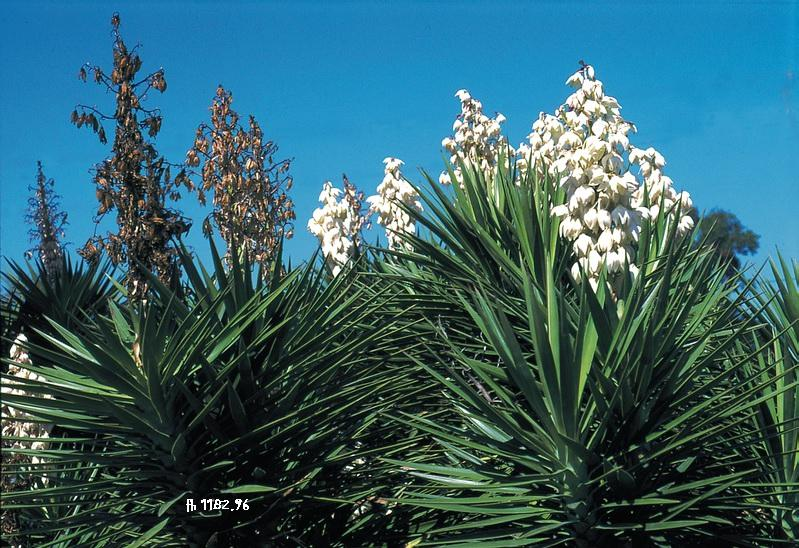
Kleine Kolonie in Georgia.
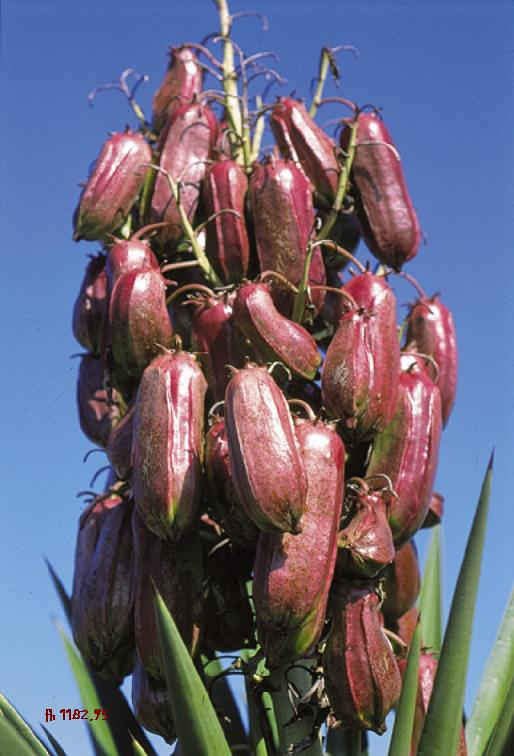
Mit reifen Früchten in South Carolina.